# Vásárhelyi Gyula László
Vásárhelyi Gyula László (Gyula, 1929. március 15. – Darlington, 2013. december 14.) magyar festő, grafikus, bélyegtervező.

## Élete
Felmenői az erdélyi székely nemesi család a Kézdiek (1289). Ezért gyakran használja a Kézdi-Vásárhelyi vezeték nevet.
Édesapja Vásárhelyi József, édesanyja Erdődi Mária. Tanulmányait Jászberényben a Református Elemi Iskolában kezdte, majd Pásztón folytatta. Ezt követően beiratkozott a jászberényi Tanítóképző Intézetbe, majd Budapesten a Szépműves Líceumban festőnek tanult dr. Zajtay Ervin osztályában.
1951–1956 között a Képzőművészeti Főiskola tanulója volt, előbb Bán Béla festő, majd Koffán Károly sokszorosított graﬁka osztályában. 1953-tól tanulmányai mellett mint fizetett tanársegéd dolgozott ott. Tanárai voltak: Pap Gyula, és Barcsay Jenő is.
1956-ban a forradalom kitörése előtt elment a rádióhoz, hogy bemondják a diákok október 23-ai gyűlését a Petőfi-szobornál, amikor is ezért megvádolták hazaárulással. Ezután megkeresték szülei sashalmi otthonában, de ő már nem ott lakott. Egy hónappal a forradalom kitörése után elhagyta Magyarországot és Angliába menekült, ahol tanulmányait a Királyi Művészeti Akadémián folytatta Londonban.
Pályázattal elnyerte az amerikai Paderewski ösztöndíjat, 1958 októberében pedig portréfestészetet kezdett tanítani az India Gudzsarát államában található vadodarai Maharaja Sayajirao Egyetemen.
1961-ben szintén a New York-i Paderewski Alapítvány jóvoltából az indonéziai Yogyakartában portréfestészetet tanított, mellette az indonéz művészetet tanulmányozta. Indonéziában két évet töltött.
1963-ban a New York-i Kossuth Ösztöndíj Alap, az International Development Foundationnel együtt professzori állást ajánlott a perui Cuzcói Egyetemen, amelyet elfogadott. Itt grafikát tanított.
1965-ben tért vissza Angliába. Ezt követően kizárólag megrendelésre bélyegtervezéssel foglalkozott.
Bélyegtervezésen kívül szépművészeti figurális kompozíciókkal, portréfestészettel is foglalkozott. Képzőművészeti képei ki voltak állítva Budapesten, Londonban, Edinburgh-ban, Vadodarában, Yogyakartába, Cuzcóban.

## Bélyegtervezőként
Első bélyegsorát a Vöröskereszt-et 1962-ben a Közép-Amerikai Suriname részére készítette.
Az első igazi sikert a JAMHURI TANZANIA ZANZIBAR egyesülése jelentette amely 1966 április 26-án jelent meg.
A második volt a NEW HEBRIDES, 5 Gold frankosa, majd ezt követte a FIJI Vitorlás.
Magyarország számára egyetlen bélyeget és első napi borítékot tervezett közösen Sara E.-vel (embléma) amely 60 ÉVES A MAGYAROK VILÁGSZÖVETSÉGE alkalmából jelent meg. A magyar bélyegtervezők közül kiemelkedőnek tartotta Légrády Sándor-t illetve Vertel József-et.
A bélyegeken és a katalógusokban a neve sokféle változatban jelenik meg: Vasarhelyi, G. Vasarhelyi, G. L. Vasarhelyi, J. Vasarhelyi, Julian Vasarhelyi.
A pálya futása elején több sorozata a jól ismert bélyegtervező Victor Whitley nevén jegyeztek a katalógusok, például a Dubai 1969 halak sorozata. Victor-al mindig jó barátságban voltak, sok megrendelést kapott tőle ami nagyon jól jött amikor még kezdő bélyegtervező volt .

### A bélyeg tervezésről
Nem javasolja fényképek használatát, amit felragasztanak egy papírlapra, majd rányomják a fekete betűket, amelyek a fekete képrészleteken olvashatatlanná válnak, emiatt sokszor nem állapítható meg sem az ország neve, sem a bélyeg névértéke. Egy egy ország ne bocsásson ki évente 5-6 sorozatnál és sorozatonként 4-5 bélyegnél többet. Így fékezni lehetne a bélyegek özönvízszerű áradatát, valamint megakadályozná a gyűjtők közömbössé válását.
A Bélyegmúzeum által levélben feltett kérdésre: "Mi a véleménye a számítógépes bélyegtervezésről?" a következőt válaszolta: "Ha igazán szép bélyeget akar készíteni valaki számítógéppel az hosszú időt vesz igénybe, a ma már ezzel a technikával készült bélyegeknek csak érdekességi szerepük van. Valószínűnek tartom, hogy eljön az az idő amikor már senki sem tud rajzolni, festeni a mai minőségnek megfelelően és minden bélyeg majd számítógépen készül. Ez már nagyon úgy néz ki még az akadémikusok és tanárok sem tudnak rendesen rajzolni és festeni, el tudom képzelni, hogy az utánunk érkező generáció még annyit sem tud mint Ők és így megy lejeb és lejeb a nívó".(sic!)

### Magyar motívumok
Vásárhelyi Gyula László Angliában élt, és idegen országoknak tervezett bélyegeket de mindenekelőtt megőrizte magyarságát. Ahol tehette a bélyegeken magyar motívumokat, vonatkozásokat helyezett el, a piros fehér zöld színeket társítva használta (vitorlák, szalagok, napernyő, labdarúgó magyar mezben, blokk keretezése), ahol zászlót, címert kellett elhelyezni, ott a magyar is megtalálható.

### W.W.F.
Állatokat ábrázoló bélyegei állattanilag pontosak, a környezet hiteles. Több ország megbízta a Világ Vadvédelmi Alap (WWF) logójával ellátott sorozatok tervezésével.

### A Királyi Család
Specialitása volt a portréfestés. Bélyegein megtalálható a királyi család, túlnyomó többségben Elizabeth II királynő, de megtalálható Charles herceg és “Lady Diana” is. Ezeket a bélyegeket Aitutaki, Antigua, Barbuda, Belize, Botswana, Dominica, Grenadines, Guyana, Hong Kong, Lesotho, Mauritania, Motserrat, Nauru, Niue, St. Helena, St. Vincent , Upper Volta stb. adták ki.

### Olimpia
Olimpia tematikájú bélyegei a világ számos országában megjelentek. A sportolókat előszeretettel öltözteti a magyar nemzeti színekbe (Barbados, 2004, 1,15$; Aitutaki, 1996, 2$; Lesotho, 1980, 25S; Malawi, 1992, K2; Ivory Coast, 1979, 100F; Kuwait, 1972, 10F) a háttérben pedig ha lehet a nemzeti színű lobogó a piros, fehér, zöld látható (Aitutaki, 1992, 95c; Lesotho, 1984, 1.5 M; Ras Al Khaima, 1972, 10 R; Liberia, 1992, 1.5$; Barbados, 1996, 2.5$), vagy magyar sportolót rajzol a bélyegre (Liberia, 1980, 5c, Regőczi-Sallai)

### Labdarúgás
Az olimpiához hasonlóan a játékosok magyar nemzeti színekben vannak megjelenítve, illetve magyar labdarúgókat ábrázol bélyegein (Central African Republic, 1978, 500F, Puskás Ferenc; Congo Peoples Republic, 1978, Puskás Ferenc; Nicaragua, 1970, 10ce, Puskás, 4co Bozsik)

### Cserkészek
A cserkész bélyegeken a magyar cserkész egyenruha (Dubai, 1967, 35 dh; Nicaragua, 1975, 4c; a blokkon pedig cserkészek táboroznak, árva lányhajjal díszített kalapban) valamint az Antigua, 1975, blokkon a repülős jelvényben a “Jó munkát” felirat található.

### Karácsony
Karácsonyi bélyegein hasonlóképpen megtalálhatóak a magyar motívumok. Az Anguilla, 1992, 20 c bélyegen a háromszögű zászlók piros fehér zöld színűek, az 1,05$ a karácsonyfa díszek piros fehér zöld színűek, a 2,4 $ piros fehér zöld szalag van az ajándék dobozon. Ascension, 1991, 18p, 25p piros fehér zöld színek a harangokon. A Nauru, 1996, 70c bélyegen egy szürkemarha található.

## Guinness
1991-ben megjelent Guinness Különleges bélyegek a legtermékenyebb bélyegtervező Vásárhelyi Gyula (Julian Vasarhelyi), aki "1962 óta mintegy 5000 bélyeget tervezett 110 különböző ország számára".
Ez a szám azóta változott, pályafutása során több mint 165 országnak körül belül 7000 bélyeget, első napi borítékot és alkalmi bélyegzőt tervezett. A pontos számot Ő maga sem tudta mert a tervező neve nem mindig jelenik meg a bélyegen, és a katalógusok sem közlik minden esetben.